# Стипаксерофита
Стипаксерофита је животна форма ксерофитних биљака које је још Поплавскаја 1948. године назвао и „ксерофитне траве и оштрице“. Карактеристично за ове траве је што им се листови савијају по дужини правећи цев чиме штите своје стоме од исушујућег дејства сувог ваздуха.

## Адаптације

### Лист
Лист ксерофита се уврће током сушних периода, а одврће у току влажног периода, често ујутру, а захваљујући великој еластичности и промени тургора у посебним, крупним ћелијама које се називају „моторне ћелије“. Оне се разликују од других, ћелија епидермиса које немају ту еластичност јер су ситније и са дебелим зидовима. Такође, ово савијање и одвијање лиске омогућава и општи распоред и однос између асимилационог (хлоренхима) и механичког ткива (склеренхима). Ове биљке су способне за веома брзе физиолошке реакције под утицајем спољашњих промена. Па тако, одликују се израженим затварањем стома, а због развијеног одрвенелог и дебелозидног механичког ткива добро подносе високе температуре. Због свега набројаног, а и зато што су често прекривени воштаним превлакама и длакавим индументумом и имају велики број проводних снопића, листови ових биљака показују карактеристичне ксероморфне особине. Код многих трава присутна је и тзв. „веначна анатомија“ листа, што значи да недиференциран мезофил чине ћелије хлоренхима које су кружно управљене ка проводним снопићима, а који су опет окружени ћелијама паренхимске саре. Оваква анатомија указује на C-4 тип фиксације угљен-диоксида.

### Корен
Корен је веома развијен и припада интензивном типу. Захваљујући њему, ове биљке могу брзо и ефикасно да користе воду за време краткотрајних киша.

## Станишта
Честе су на сушним стаништима у различитим климатима. Могу се наћи, на пример у степама, али и у медитеранској и пустињској зони.

## Представници
Типичан представник је ковиље (Stipa capillata) која насељава степе, где је и доминантна врста. Уски листови се уврћу тако да је лице листа заштићено у цеви и на том месту су уздужно избраздани, са ребрастим испупчењима и удубљењима. Неке од епидермалних ћелија су диференциране у длаке које пружају додатну заштиту стомама. Поред рода Stipa, стипаксерофите су и неке врсте родова Festuca, Koeleria, Sesleria, Avena, Agropyrum, Poa итд.